# Christine Chapel
Christine Chapel är en fiktiv rollfigur från Star Trek: The Original Series och i två filmer ur samma franchise.